# Ludwika Woźnicka

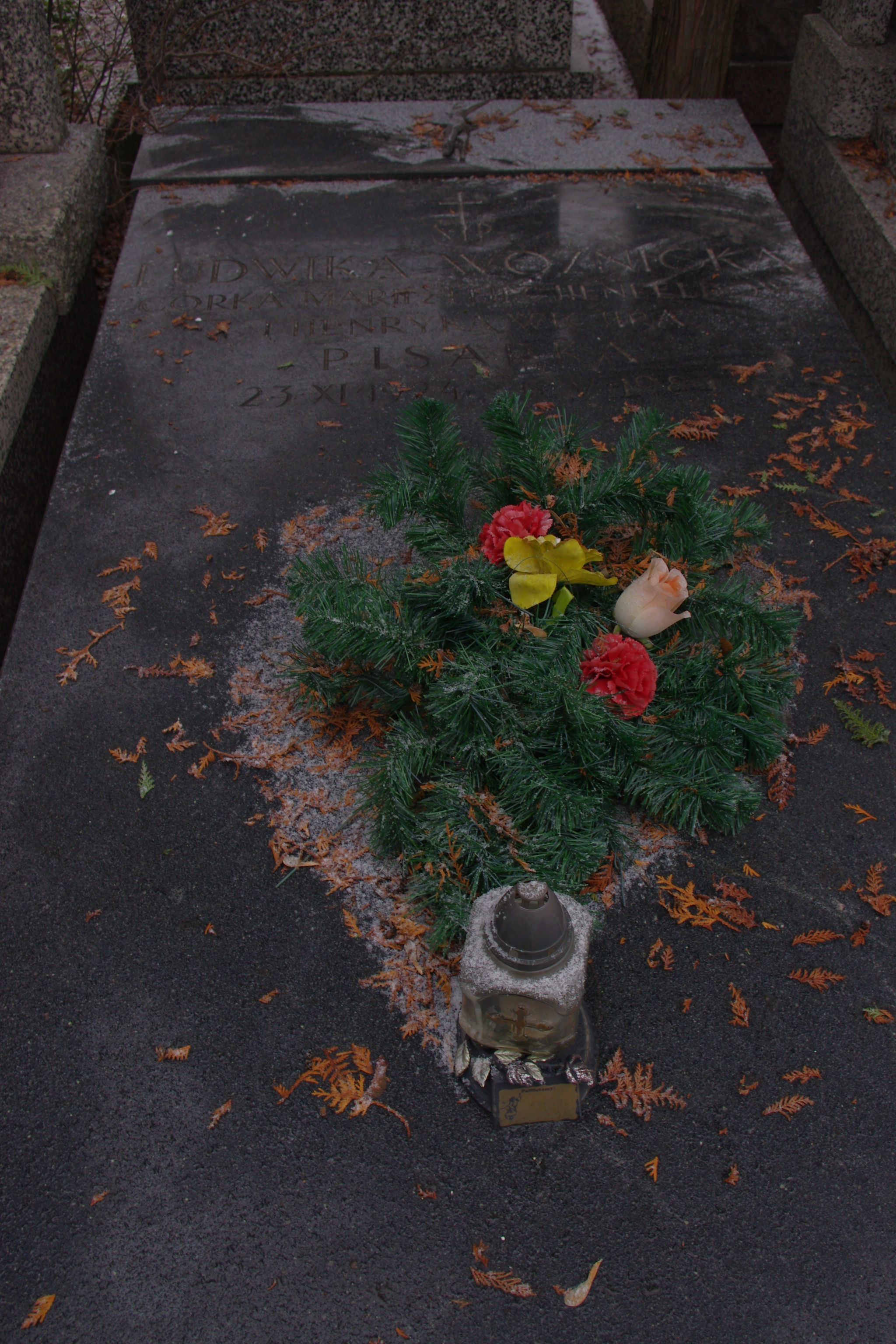
Grób Ludwiki Woźnickiej na cmentarzu Wawrzyszewskim w Warszawie

Ludwika Woźnicka (ur. 23 listopada 1924 w Warszawie, zm. 6 maja 1983 tamże) – polska pisarka pochodzenia żydowskiego, autorka książek dla dzieci i tłumaczka literatury anglosaskiej, bliźniacza siostra Zofii Woźnickiej.

## Życiorys
Urodziła się jako Ludwika Wicher, córka Henryka Wichra (Nojfelda) i Marii Feilchenfeld. Podczas II wojny światowej była wraz z siostrą ukrywana przez dr Felicję Felhorską. Następnie została wywieziona na roboty do Niemiec.
Do Polski wróciła w lipcu 1946 roku. W 1952 roku ukończyła studia polonistyczne na Uniwersytecie Warszawskim, tam zaprzyjaźniła się z Jadwigą z Jasiewiczów Kaczyńską. Była matką chrzestną jej syna, Jarosława Kaczyńskiego.
Twórczość literacką rozpoczęła w 1946 roku, zaś debiutowała w 1951 roku. W 1961 roku napisała scenariusz do filmu Ludzie z pociągu.
Zmarła w Warszawie śmiercią samobójczą (trzy lata później samobójstwo popełniła jej siostra bliźniaczka Zofia – obie, wspólnie zamieszkując, miały wieloletnie zaburzenia psychiczne o charakterze urojeniowo-prześladowczym, obie wyskoczyły z okien w mieszkaniach cudzych osób).

## Wybrana twórczość
- 1961: Czarka
- 1965: Wakacje z Czarką
- 1966: Irka, Czarka i Niezdara
- 1968: Jagoda w mieście
- 1970: Szymek ze wsi Kryształowej
- 1970: Z Czarką w cyrku
- 1972: Wdowa i lokator
- 1976: Z Czarką w rejs
- 1980: Najdziwniejsze i osobliwe zdarzenia, czyli Pitaval fantastyczny
- 1980: Jagoda dojrzewa
- 1982: Zawroty głowy na statku
- 1983: Tajemnicza planeta i doniczka z pelargonią
- 1984: Lot srebrnej kuli